# ولادیمیر مارتینتس
ولادیمیر مارتینتس (چکی: Vladimír Martinec؛ زادهٔ ۲۲ دسامبر ۱۹۴۹) بازیکن هاکی روی یخ اهل چکسلواکی بود.